# Club Deportivo Riestra
Il Deportivo Riestra Asociación de Fomento Barrio Colón, o semplicemente Deportivo Riestra, è una società calcistica argentina di Buenos Aires, con sede nel quartiere di Nueva Pompeya. Milita nella Primera División Argentina, la serie A del calcio argentino. Disputa le sue partite interne presso lo stadio Guillermo Laza, situato nel quartiere di Villa Soldati.

## Storia
Le origini del Deportivo Riestra risalgono al 1929, quando un gruppo di giovani di Nueva Pompeya formò una squadra di calcio per competere nei tornei locali. Erano noti come "i Riestra" a causa del nome del viale dove si riunivano, proprio accanto a un negozio di latte. Il 22 febbraio 1931 fondarono formalmente il club e in quell'anno affittarono un posto come quartier generale della squadra.
Riestra venne affiliata all'AFA nel 1946. Il debutto ufficiale di Blanquinegro è avvenuto in occasione di una sconfitta per 3-2 contro il San Telmo. Il Riestra giocò quegli anni in Primera C, ma fu poi trasferito nella nuova Primera D, diventando una delle squadre fondatrici di quella divisione. Nel 1950 Riestra inaugurò il suo primo stadio nel quartiere di Villa Soldati.

## Palmarès

### Competizioni nazionali
- Primera D: 2

1953, 2013-2014

### Altri piazzamenti
- Primera B Metropolitana:

Secondo posto: 2016-2017

## Organico
Aggiornato al 9 luglio 2018
| N. |                      | Ruolo | Calciatore            |
| -- | -------------------- | ----- | --------------------- |
|    | Argentina (bandiera) | P     | Agustín Gómez         |
|    | Argentina (bandiera) | P     | Jonathan Ivanoff      |
|    | Argentina (bandiera) | P     | Carlos Morel          |
|    | Argentina (bandiera) | D     | Gustavo Benítez       |
|    | Argentina (bandiera) | D     | Leandro Collavini     |
|    | Argentina (bandiera) | D     | Leonel Gigli González |
|    | Argentina (bandiera) | D     | Jonatan Goitía        |
|    | Colombia (bandiera)  | D     | Alejandro Gutiérrez   |
|    | Argentina (bandiera) | D     | Gastón Montero        |
|    | Argentina (bandiera) | D     | Leandro Moreyra       |
|    | Colombia (bandiera)  | D     | Yeison Murillo        |
|    | Argentina (bandiera) | D     | Daniel Silvani        |
|    | Argentina (bandiera) | D     | Jorge Visintini       |
|    | Argentina (bandiera) | C     | Agustín Almirón       |

| N. |                      | Ruolo | Calciatore         |
| -- | -------------------- | ----- | ------------------ |
|    | Argentina (bandiera) | C     | Jonathan Goya      |
|    | Argentina (bandiera) | C     | Sebastián López    |
|    | Argentina (bandiera) | C     | Alberto Martínez   |
|    | Argentina (bandiera) | C     | Braian Sánchez     |
|    | Argentina (bandiera) | C     | Mauricio Soto      |
|    | Argentina (bandiera) | C     | Sebastián Soto     |
|    | Argentina (bandiera) | C     | Mario Zaninovic    |
|    | Argentina (bandiera) | A     | Antony Alonso      |
|    | Argentina (bandiera) | A     | Gonzalo Bravo      |
|    | Uruguay (bandiera)   | A     | Maximiliano Brito  |
|    | Argentina (bandiera) | A     | Mauricio Fernández |
|    | Argentina (bandiera) | A     | Adrián Flores      |
|    | Argentina (bandiera) | A     | Víctor Gómez       |
|    | Argentina (bandiera) | A     | Jonathan Herrera   |